# FACY
FACY（フェイシー）は、スタイラー株式会社が運営しているファッションサービスの名称。

## 概要
アパレル店のショップスタッフとユーザーを繋ぐ、O2O（オンライン・ツー・オフライン）型ファッションサービスである。現在は日本、台湾にてサービスを展開している。